# Eggeratherhof
La ferme Eggeratherhof est l'une des trois fermes agricoles autour de Holzweiler, un quartier d'Erkelenz.
Les deux autres fermes s'appellent Roitzerhof et Weyerhof.
La ferme Eggerather Hof est la plus ancienne des trois, elle a été mentionnée dans un document en 1197 .
Vraisemblablement, la ferme était encore une colonie avec plusieurs fermes jusqu'au début de l'époque moderne. La ferme elle-même appartenait à des familles nobles comme celles de Lerodt, Tüschenbroich ou Wickrath . Le complexe de cour clôturée par l'eau date de 1754.
Elle est enregistrée par l'Office régional de Rhénanie pour la préservation des monuments (Landschaftsverband Rheinland-Amt für Denkmalpflege im Rheinland, en abrégé LVR-ADR).     sur la liste des monuments depuis le 30 novembre 1983, sous le n° 71 .